# Edificio Demetrio Elíades
El Edificio Demetrio Elíades (conocido popularmente como el Havanna, por poseer históricamente el logo de esta fábrica de alfajores en su remate) es, con 125 metros de altura, el rascacielos más alto y uno de los paisajes urbanos más representativos de la ciudad de Mar del Plata, en la provincia de Buenos Aires, el balneario más importante de la República Argentina.

## Historia

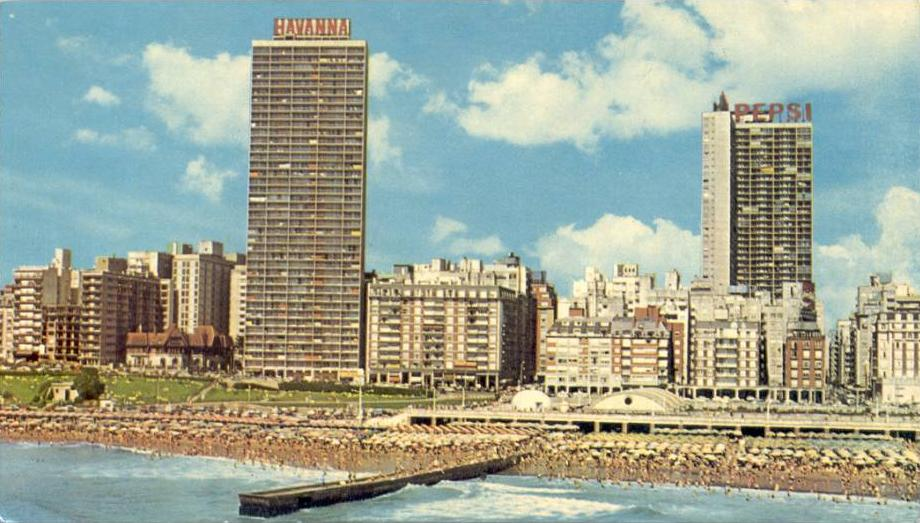
En el panorama urbano marplatense se destacan los edificios Demetrio Elíades y Cosmos, ambos del arq. Dompé

Fue proyectado por el prolífico arquitecto Juan Antonio Dompé, también autor de otros grandes edificios marplatenses como el Palacio Cosmos o el Palacio Edén, durante la década de 1960, durante la cual la ciudad prácticamente se construyó a nuevo, cambiando viejas casonas y chalets no tan antiguos por edificios y torres de altura considerable, formando un frente homogéneo de construcciones con vista a la costa y las playas.
El principal inversionista del proyecto fue el empresario Demetrio Elíades (uno de los dueños de la marca de alfajores Havanna), que gracias a su éxito creó una empresa llamada DELCO S.C.A., que construyó este edificio, al igual que el Edén, el Cosmos, el Palacio Jardín, y otras obras de importancia.
En un comienzo el nombre del proyecto fue Palacio Belvedere, y las obras comenzaron en agosto de 1966, avanzando a una velocidad de un piso cada diez días. Elíades murió durante su desarrollo, y en homenaje se decidió ponerle su nombre al edificio, que fue terminado y entregado a sus propietarios el 4 de diciembre de 1969. 
En el 2009, se realizó la conmemoración del 40.º aniversario de la inauguración del edificio, realizándose una serie de actividades de homenaje en internet, que fueron volcadas en una página web dedicada al evento, y un festejo que se llevó a cabo el día 4 de diciembre.

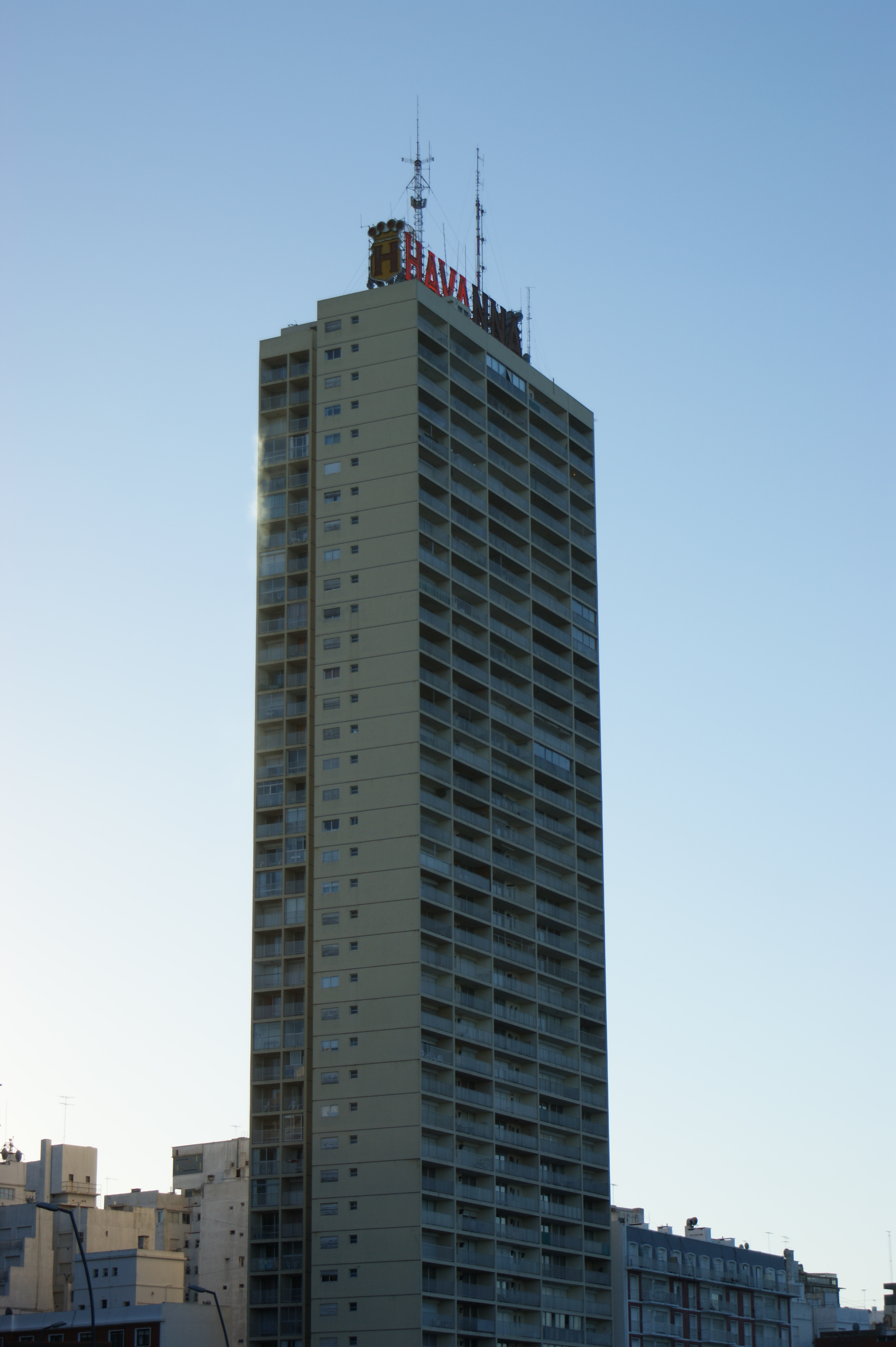
Fachada y letrero luminoso

## Descripción
El Demetrio Elíades consta de dos subsuelos con salas de máquinas, una planta baja de acceso con dos locales comerciales (uno ocupado por Havanna históricamente, el otro por la firma Balcarce) y una marquesina metálica, y 39 pisos de 510 m² con siete departamentos cada uno. Cada planta posee: un departamento de un ambiente, dos de dos ambientes y dependencias de servicio, y dos de tres ambientes y dependencias de servicio, todos ellos con vista al mar. Las cocheras fueron ubicadas en un cuerpo aparte, sobre el jardín trasero, y tienen capacidad para 76 vehículos.
63 toneladas de acero de alta resistencia constituyen su estructura. Se encuentra en el Boulevard Marítimo Patricio Peralta Ramos, en la esquina de la calle Olavarría.